# برايان تي
برايان تي (بالإنجليزية: Brian Tee)‏ مواليد 15 مارس 1977 في أوكيناوا، هو ممثل أمريكي آسيوي بدأ مسيرته الفنية عام 2000. 

## الأعمال

### أفلام
- العالم الجوراسي
- الوولفيرين
- السرعة والغضب: قيادة طوكيو
- المرح مع ديك وجين
- أوستن باورز في غولدميمبر
- كنا جنودا

### مسلسلات
- عملاء شيلد
- هاواي فايف أو
- سيم بايونك تايتن
- اكذب علي
- غريز أناتومي
- جيريكو
- انتوراج
- الوحدة
- دون أثر
- بافي قاتلة مصاصي الدماء
- شيكاغو ميد [2]
- شيكاغو بي دي

### ألعاب فيديو
- ساينتس رو 2

## وصلات خارجية
- برايان تي على موقع IMDb (الإنجليزية)
- برايان تي على موقع قاعدة بيانات الفيلم (الإنجليزية)